# Sergio De Simone
Sergio De Simone (Napoli, 29 novembre 1937 – Amburgo, 20 aprile 1945) è stato un deportato italiano, vittima dell'Olocausto.
Condotto ad Auschwitz, fu l’unico italiano tra i venti bambini di varia nazionalità lì selezionati come cavie umane per esperimenti medici compiuti dal dottor Kurt Heissmeyer nel campo di concentramento di Neuengamme presso Amburgo. Al termine dell'esperimento, tutti i venti bambini e i loro accompagnatori furono uccisi nei sotterranei della scuola amburghese di Bullenhuser Damm.

## Biografia

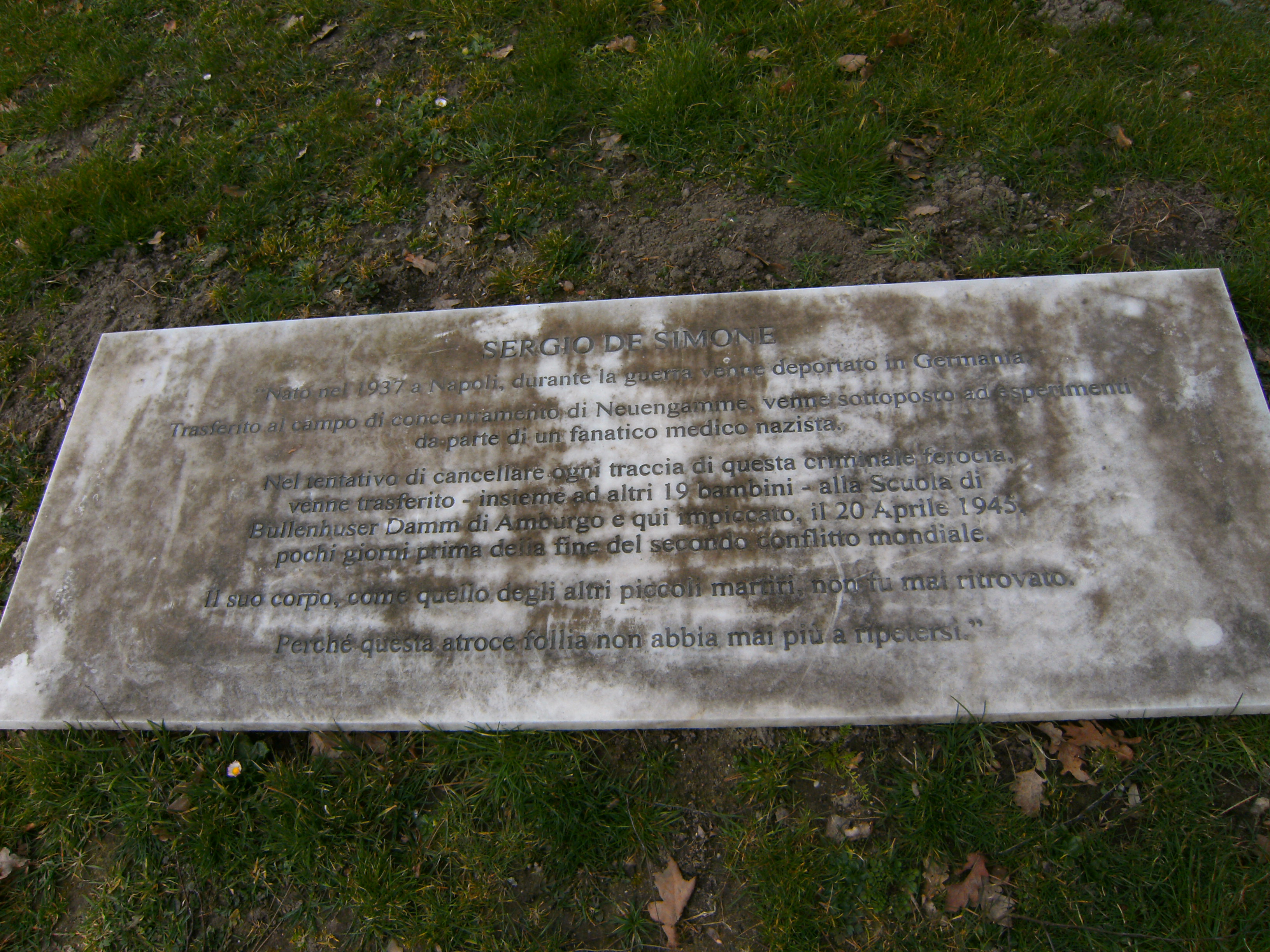
Lapide a Sergio De Simone nel Cimitero di guerra italiano di Amburgo (Hamburg-Öjendorf)

Sergio De Simone nasce a Napoli, nel quartiere Vomero, il 29 novembre 1937. 
Il padre, Edoardo De Simone, cattolico, è sottufficiale nella Marina Militare Italiana; la madre, Gisella Perlow, è di origine ebraica, nata a Vidrinka, paese non più esistente, sito in un luogo imprecisato tra Bielorussia e, molto più probabilmente, Ucraina, il 23 settembre 1904. I due si erano conosciuti a Fiume, luogo di residenza della famiglia della madre. Con il matrimonio, la coppia si stabilisce a Napoli.
Durante la guerra, con il marito Edoardo De Simone richiamato dalla Regia Marina, Gisella, nell'agosto del 1943, si trasferisce a Fiume con il figlioletto Sergio, per unirsi alla madre, ai fratelli e alle sorelle. È un'abitudine che ha sempre avuto, quella di passare l'estate con la sua famiglia, ma quella volta prolungò la sua permanenza a Fiume, dal momento che a Napoli non aveva nessuno e che tutto il Paese viveva un clima di incertezza e la guerra. Peraltro l'estate trascorse serenamente a Fiume e nulla lasciava presagire quello che di lì a poco sarebbe accaduto. Dopo l'8 settembre 1943, la zona di Fiume cade direttamente sotto la sovranità del Reich. Il 21 marzo 1944, istruiti da un delatore, i tedeschi si presentano a casa Perlow e vi arrestano 8 componenti della famiglia inclusi Gisella, il piccolo Sergio (6 anni), e le cuginette Andra e Tatiana Bucci di 6 e 4 anni. Queste ultime sarebbero state le più piccole superstiti italiane del campo di sterminio di Auschwitz.
La famiglia Perlow viene portata al campo di concentramento della Risiera di San Sabba e subito unita al gruppo di deportati che il 29 marzo partono per Auschwitz. Dopo sei lunghi giorni di viaggio il convoglio T25 giunge a destinazione. La madre e il bambino superano la prima selezione e Sergio è assegnato assieme alle cuginette nella Baracca dei bambini. Nel novembre 1944 Sergio viene scelto dal dott. Joseph Mengele tra i venti bambini (dieci maschi e dieci femmine) da inviare al campo di concentramento di Neuengamme, per essere messi a disposizione come cavie umane per gli esperimenti sulla tubercolosi del dottor Kurt Heissmeyer.
Fin dall'aprile 1944, Kurt Heissmeyer aveva condotto esperimenti medici su prigionieri di guerra russi. Come testimoniò il perito del tribunale che negli anni '60 giudicò Heissmeyer, questi non possedeva nessuna conoscenza scientifica nel settore della immunologia e della batteriologia, ma si basava su conoscenze generiche tratte da studi già a suo tempo ritenuti inattendibili scientificamente. Ma Heissmeyer era convinto che, iniettando bacilli tubercolari sottopelle alle cavie umane, si sarebbero formati focolai di infezione che avrebbero generato difese immunitarie tali da poter vaccinare contro la tubercolosi polmonare. Non si fece scoraggiare dai primi risultati negativi e, forte di influenti appoggi tra i gerarchi nazisti, insistette perché l'esperimento continuasse, questa volta con bambini ebrei.
Sergio De Simone e gli altri diciannove bambini, provenienti da Francia, Paesi Bassi, Cecoslovacchia e Polonia, giunsero al campo di concentramento di Neuengamme il 29 novembre 1944, proprio il giorno del compimento del suo settimo anno, accompagnati dalla dott.ssa Paulina Trocki e da tre infermiere. A Neuengamme i bambini furono affidati a quattro deportati, incaricati di prendersi cura del gruppo: i medici francesi, René Quenouille e Gabriel Florence e due infermieri olandesi, Anton Hölzel e Dirk Deutekom. Per qualche settimana i bambini vissero un periodo di relativa tranquillità; per la riuscita dell'esperimento si richiedeva che essi fossero in buone condizioni di salute. Il 9 gennaio 1945, il dottor Kurt Heissmeyer decise che era giunto il momento di iniziare i suoi esperimenti: ai bambini furono inoculati a più riprese i bacilli tubercolari, causando la rapida diffusione della malattia. Ai primi di marzo i bambini, ammalati e febbricitanti, vennero operati per asportare loro i linfonodi, localizzati nella zona ascellare, che secondo le teorie del medico avrebbero dovuto produrre gli anticorpi contro la tubercolosi. Di quel momento si è conservata una serie di venti fotografie, le quali mostrano, uno ad uno, ciascun bambino (incluso Sergio) rasato a zero, a torso nudo, con il braccio destro tenuto alzato a mostrare l'incisione dell'ascella. Ancora una volta gli esiti dell'esperimento furono negativi: le ghiandole linfatiche asportate vennero inviate al dottor Hans Klein, patologo della clinica di Hohenlychen, che il 12 marzo 1945 certificò a Heissmeyer che nessun anticorpo si era generato.

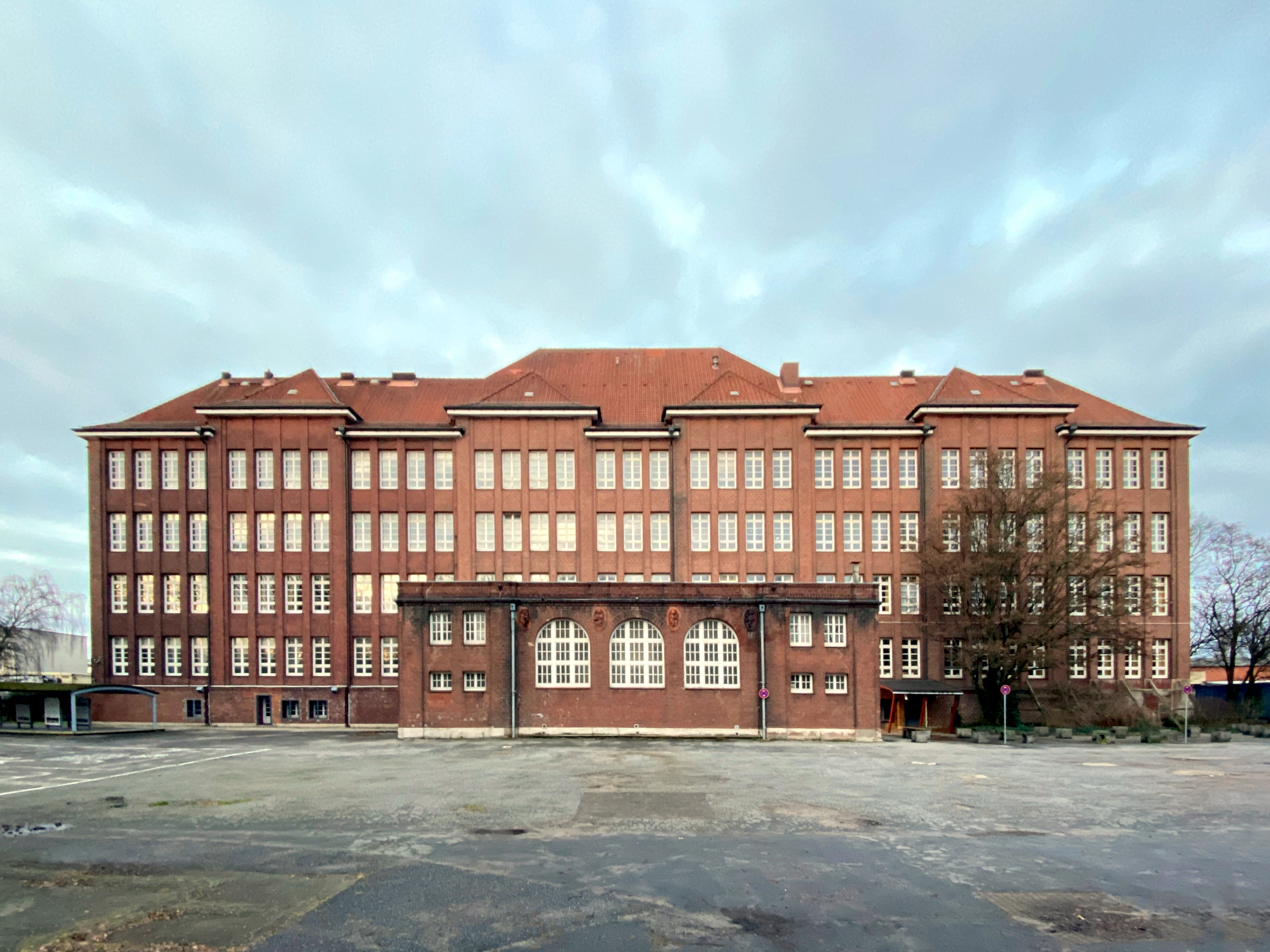
La scuola Bullenhuser Damm, luogo dell'eccidio

A quel punto Kurt Heissmeyer aveva già lasciato il campo di concentramento di Neuengamme, gli Alleati erano ormai alle porte, e il comandante del campo Max Pauly si pose quindi il problema di cosa fare dei bambini. Il 20 aprile giunse direttamente da Berlino l'ordine di far sparire ogni traccia di quanto avvenuto. Nella notte tra il 20 e il 21 aprile 1945, qualche giorno prima della fine della guerra, Sergio e gli altri bambini furono trasferiti nella scuola amburghese di Bullenhuser Damm, che dall'ottobre 1944 fungeva da sezione distaccata del campo di concentramento di Neuengamme. I primi a essere uccisi furono i loro custodi, che in ogni modo fino all'ultimo avevano cercato di proteggerli e tenerli in vita con ogni cura: i medici francesi deportati, René Quenouille e Gabriel Florence e i due infermieri olandesi, i deportati Anton Holzel e Dirk Deutekom, assieme a sei prigionieri di guerra russi. A Sergio e agli altri bambini venne iniettata una dose di morfina e furono quindi impiccati alle pareti della stanza. L'eccidio si concluse all'alba con l'uccisione di altri otto prigionieri russi. I cadaveri furono riportati nel campo di concentramento di Neuengamme e lì cremati. Sergio morì quando dissero a lui e agli altri 20 bambini:”Chi vuole rivedere la mamma faccia un passo avanti”. Lui, che sentiva la mancanza della madre cadde nel tranello e pagò il prezzo più caro.

## Dall'oblio alla memoria

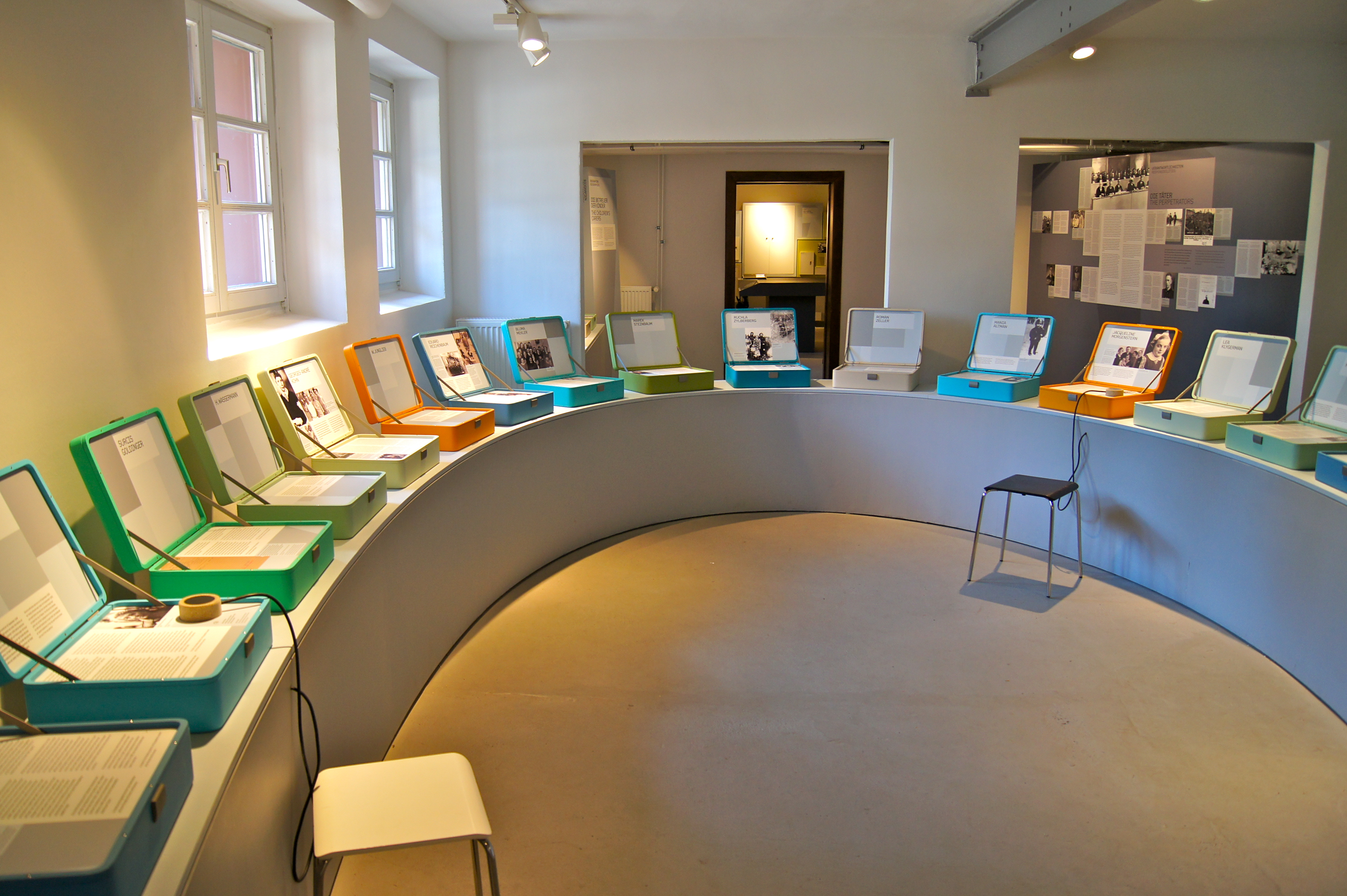
Una sala del Museo oggi dedicato alle vittime dell'eccidio nei locali stessi della scuola Bullenhuser Damm a Amburgo

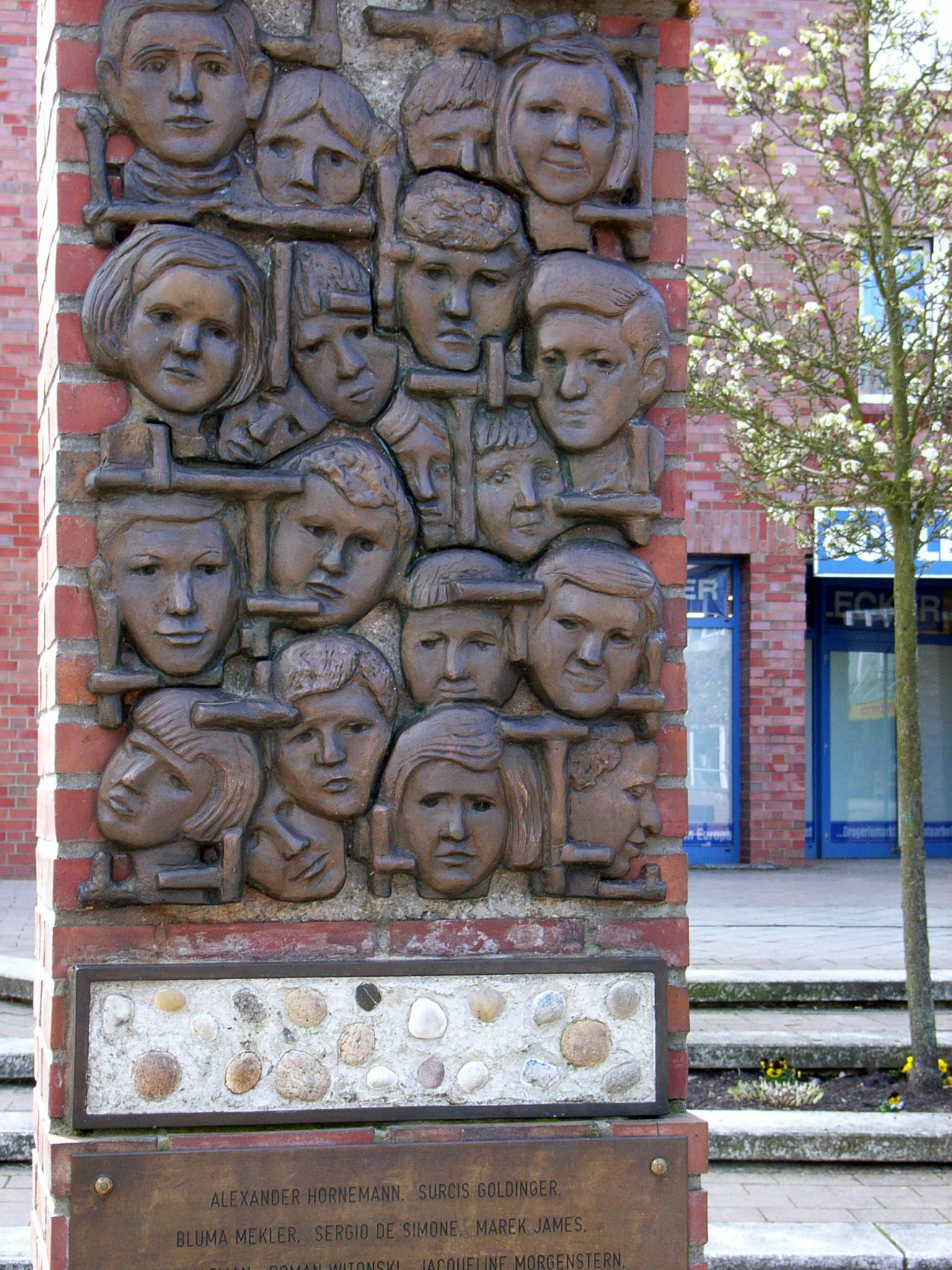
La stele commemorativa che ricorda Sergio De Simone e gli altri 19 bambini uccisi

Nell'aprile 1946 i principali responsabili materiali della strage (incluso il comandante Max Pauly che diede l'ordine) furono processati da un tribunale inglese e condannati a morte; le condanne furono eseguite nell'ottobre 1946. Nonostante le responsabilità di Kurt Heissmeyer venissero chiaramente alla luce durante il processo, il medico tedesco non essendo presente all'eccidio non fu incriminato e poté proseguire senza problemi la sua professione medica. L'eccidio stesso sembrava dimenticato; dopo il 1945 l'edificio di Bullenhuser Damm fu riaperto come scuola e nulla fu detto del crimine consumato nella cantina. Solo nel 1959 il giornalista tedesco Günther Schwarberg pubblicò sul settimanale Stern una serie di articoli dedicati al massacro dei bambini in cui si evidenziavano le responsabilità del dottor Kurt Heissmeyer. La riapertura del processo nel 1963 porta nel 1966 alla condanna all'ergastolo di Heissmeyer, il quale morirà di infarto l'anno successivo nel carcere di Bautzen.
Con sua moglie, Barbara Hüsing, avvocatessa, Günther Schwarberg cominciò anche il difficile compito di identificare e rintracciare i parenti dei bambini uccisi, fondando assieme a loro nel 1979 l'Associazione “I bambini di Bullenhuser Damm”. La madre di Sergio De Simone, anch'essa deportata a Auschwitz, era stata nella primavera del 1945 mandata nel campo di concentramento di Ravensbrück, dove venne liberata. Gravemente ammalata, poté rientrare in Italia solo nel mese di novembre del 1945 e ricongiungersi al marito, che dopo l'8 settembre era stato anch'egli deportato in Germania nel campo di lavoro di Dortmund. I genitori si misero alla ricerca di notizie del figlio, riuscendo solo a sapere alla fine degli anni '40 che era stato trasferito da Auschwitz ad altro campo. Nel 1983, quando il padre di Sergio era già morto, la madre fu informata dell'eccidio e fu presente alla cerimonia commemorativa del 20 aprile 1984 ad Amburgo.
Oggi la scuola di Bullenhuser Damm è un importante luogo della memoria dell'Olocausto e il nome di Sergio De Simone vi è ricordato insieme a quello degli altri bambini e adulti che furono vittime dell'eccidio. Dal 1980 nella cantina della scuola c'è un museo, ampliato nel 2010-11. Dal 1991 nel quartiere di Amburgo Schnelsen Burgwedel ci sono le strade con i nomi dei venti bambini (incluso Sergio), un asilo, un centro giochi e un parco. Molti cittadini amburghesi partecipano tutti gli anni alla cerimonia commemorativa del 20 aprile.
Anche in Italia la vicenda è gradualmente riemersa all'attenzione dell'opinione pubblica con una serie di pubblicazioni di Maria Pia Bernicchia e Bruno Maida (v. Bibliografia). Nel 2006 un documentario ne ripercorre le tappe fondamentali. Il 27 gennaio 2014, l'annuale Giorno della memoria comincia a Napoli nel ricordo di Sergio De Simone alla presenza del sindaco Luigi de Magistris.

### Sergio nel cartoon con le due cuginette Andra e Tatiana

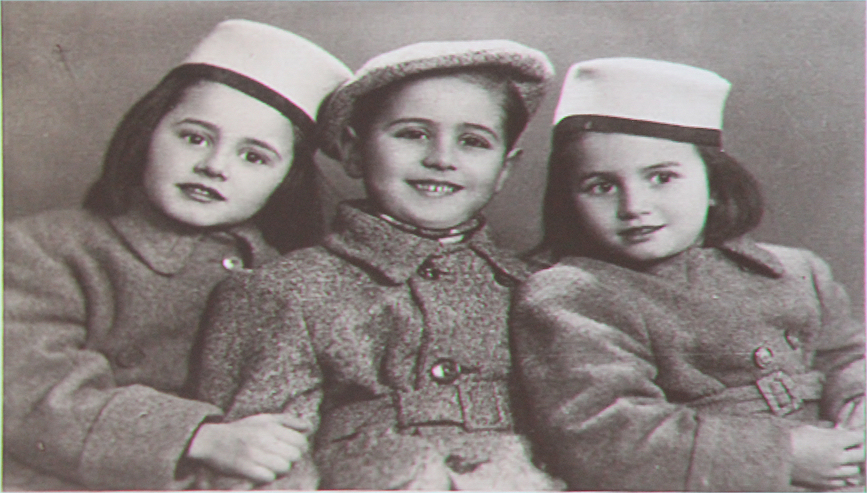
Le cugine Andra e Tatiana Bucci assieme al cugino Sergio De Simone

Presentato il 13 aprile 2018 in anteprima a Torino, il cartoon La stella di Andra e Tati dedicato alla deportazione delle sorelle Bucci ad Auschwitz, è stato il primo film di animazione europeo sull’Olocausto. Nel cartoon è mostrato anche l'internamento del piccolo Sergio fino a quando fu separato dalle cuginette con l'inganno di incontrare la tanto amata mamma.
Realizzato in occorrenza dell’ottantesimo anniversario delle Leggi razziali fasciste in Italia, il film della durata di 30' per la regia di Rosalba Vitellaro e Alessandro Belli, è stato presentato al festival internazionale Cartoons on the Bay tenutosi nel 2018 nel capoluogo piemontese. Coprodotto da Rai Ragazzi e il Centro Larcadarte con la collaborazione del Ministero dell'istruzione, dell'università e della ricerca. e la direzione artistica di Annalisa Corsi e di Enrico Paolantonio ha avuto come doppiatori un cast d'eccezione come Laura Morante, Loretta Goggi e Leo Gullotta e come consulente scientifico lo storico Marcello Pezzetti direttore scientifico della Fondazione Museo della Shoah di Roma e uno dei massimi studiosi della Shoah memorialistica. Lo scopo del cartoon è quello di fare conoscere la Shoah ai ragazzi. Nei prossimi anni «sarà in distribuzione nelle scuole medie un kit didattico sulla Shoah, per aiutare i docenti a trasmettere una vicenda tanto buia della storia della civiltà».

### Sergio nel filmKinderblock - L'ultimo inganno
Kinderblock - L'ultimo inganno è un documentario diretto da Ruggero Gabbai e scritto da Marcello Pezzetti, prodotto dalla Fondazione Museo della Shoah in collaborazione con Rai Cinema e Goren Monti Ferrari Foundation. Il docu-film racconta la storia del Kinderblock (il "blocco dei bambini") e ricostruisce la crudeltà della loro fine. La storia delle sorelle Andra e Tatiana Bucci di Fiume e del cugino napoletano Sergio De Simone, finiti ad Auschwitz negli sperimenti del dottor Mengele. Le cugine sopravvissute raccontano l’inganno usato con i bambini raggruppati da Mengele per selezionarli senza resistenza ("se volete vedere la mamma fate un passo avanti") e come il piccolo Sergio cadde nel tranello. Finisce con altri 19 bambini-cavie prima a Birkenau dove le viene iniettato il bacillo della tubercolosi e dopo nello scantinato della scuola-lager di Bullenhuser Damm ad Amburgo. Quelli che non morirono con le iniezioni di morfina, dice Pezzetti nel film, "vennero impiccati, appesi al muro come quadri" il 20 aprile 1945, come regalo nel giorno del compleanno di Hitler. Il documentario della durata di 56 minuti, un viaggio che parte da Napoli e arriva a Fiume, da Risiera di San Sabba ad Auschwitz-Birkenau e quindi Amburgo, andò in onda per la prima volta su Raiuno per lo Speciale Tg1 il 2 febbraio 2020.

### Intitolazione del Pronto Soccorso dell'Ospedale Pediatrico Santobono di Napoli
Il 9 febbraio 2021, per iniziativa del nuovo Direttore Generale dell'AORN http://www.santobonopausilipon.it/article/intitolazione-del-pronto-soccorso-del-po-santobono-al-piccolo-sergio-de-simone di Napoli, dott. Rodolfo Conenna, per continuare a tenerne viva la memoria, è stato intitolato a Sergio il Pronto soccorso dell'Ospedale dei bambini Santobono di Napoli. La motivazione dell'intitolazione è la seguente: "In un luogo in cui si offre a tutti i bambini, indipendentemente dalle loro condizioni e credo, aiuto e cura, assume maggiore valore simbolico ricordare coloro cui ciò venne negato e per i quali la più umana delle pratiche, la cura dei piccoli, fu tramutata in orrore e tortura. L’assistenza e la ricerca siano sempre fonte di speranza e di amore, antitesi dell’odio e della discriminazione".